# Deuce (piosenkarz)
Deuce właściwie Aron Erlichman (ur. 2 marca 1983 w Los Angeles), znany wcześniej jako "Tha Producer" Jest amerykańskim producentem muzycznym, piosenkarzem-autorem tekstów i raperem. Był założycielem i głównym piosenkarzem w grupie muzycznej Hollywood Undead. Odszedł z zespołu w 2010 r. Dnia 24 kwietnia 2012 roku wydał swój debutancki solowy album "Nine Lives", w pierwszym tygodniu sprzedaży rozeszło się około 11,425 sztuk. Deuce współpracował także z takimi artystami jak  Marc Bosserman, BrokeNCYDE and Blood on the Dance Floor.

## Początki twórczości
Deuce zaczął tworzyć muzykę Rock – pod jego prawdziwym nazwiskiem Aron Erlichman, w 2001 roku. W 2005 wypuścił 4 kawałki: "Franny", "Surface Air", "Breaking Through" i "Sometimes". Później wraz z Jorelem Deckerem  współzałożył zespół Hollywood Undead.

## Hollywood Undead (2005-2010)
Deuce był współzałożycielem grupy Hollywood Undead wraz ze swoim bliskim przyjacielem, Jorelem Deckerem (J-Dog). Pierwsza piosenka nosiła tytuł "The Kids" i była bardzo mocno promowana przez Jeffree Star. Razem z zespołem nagrał ich debiutancki album Swan Songs, wydany w 2008 roku. Rok później został wyrzucony z zespołu. Nikt tak naprawdę nie wie, co zaszło między Aronem a Hollywood Undead. Jak podaje TMZ, został pobity podczas zabawy w klubie przez J-Doga i Funny Mana. Niedługo po tym zajściu nagrał utwór "Story of A Snitch", który był dissem przede wszystkim na J-Doga, ale także na pozostałych członków zespołu.

## The Call Me Big Deuce EPi Epicenter Music Festival 2010 (2010-2011)
We wrześniu 2010 roku Deuce miał swój pierwszy oficjalny występ już jako artysta solowy ma Epicenter Music Festival w Kalifornii, gdzie grał przed takimi gwiazdami jak: Eminem, Blink-182, Kiss, Bush, Rise Against itd.
We wrześniu 2011 r. wydał EP-kę pt. "The Call Me Big Deuce", składającą się z 14 utworów nagranych wcześniej, ale zebranych w jedną całość, którą można było łatwo ściągnąć z jego nowo otwartej strony internetowej. Głównym celem wydania tego mixtape'a była oczywiście promocja nadchodzącego albumu Deuce'a.

## Nine Lives (2012)
Deuce zakończył pracę nad swoim pierwszym albumem pod koniec 2011. Początkowo album miał zostać wydany 27 marca 2012 roku przez wytwórnię Five Music Seven, jednakże z nieznanych powodów premierę przesunięto na datę 24 kwietnia 2012 roku. Okładka albumu była już znana w lutym, gdy za pośrednictwem serwisu Loudwire została ona udostępniona. Pierwszym singlem promującym album był  "Let's Get It Crackin'", wydanym 28 listopada 2011 roku, na którym gościnnie wystąpił Jeffree Star.

## Invincible (2017)
Pierwszego grudnia 2017 Aron "Deuce" Erlichman wydał swój drugi solowy album. Po pięcioletniej przerwie spowodowanej problemami z wypuszczeniem krążka pojawił się pierwszy single o nazwie "Here I Come". Następnie udostępniono kolejne 3 single "Bitch This is It", "World On Fire" i "Thank You"

## Członkowie zespołu
Mimo że Deuce oficjalnie jest artystą solowym, to na koncertach występuje ze swoim zespołem (który nosi nazwę Nine Lives, podobnie jak tytuł pierwszej płyty).
Obecni członkowie
- Jimmy Yuma – produkcja, gitara prowadząca, wokal wspomagający (od 2008)
- Arina Erlichman ("Arina Chloe") – klawisze, wokal wspomagający (od 2010)
- Tye Gaddis – perkusja (2010-2012, od 2013)
- James Kloeppel – gitara (od 2012)
- Bryan Lay ("b.LaY") – hypeman (od 2012)